# Чемпионат Китая по русским шашкам среди мужчин 2013
Чемпионат Китая по русским шашкам среди мужчин 2013 прошёл   в Тайюане, провинция Шаньси. Турнир проводился по русской версии шашек-64 с жеребьёвкой начальных позиций. Участвовало 30 спортсменов. Четвёртым финишировал чемпион Китая предыдущих лет  Liú jīnxīn.

## Призёры
| Место | Участник      | Очки |
| ----- | ------------- | ---- |
| 1     | Yǐn Dōng Héng | 17   |
| 2     | Zhōu Hào      | 13   |
| 3     | Liú Qí        | 13   |